# Вашер
Ваше́р (фр. Vachères, окс. Vachieras) — коммуна во Франции, находится в регионе Прованс — Альпы — Лазурный Берег. Департамент коммуны — Альпы Верхнего Прованса. Входит в состав кантона Рейан. Округ коммуны — Форкалькье.
Код INSEE коммуны — 04227.

## Население
Население коммуны на 2008 год составляло 305 человек.
| 1962 | 1968 | 1975 | 1982 | 1990 | 1999 | 2008 |
| ---- | ---- | ---- | ---- | ---- | ---- | ---- |
| 164  | 142  | 142  | 171  | 212  | 257  | 305  |

## Экономика
В 2007 году среди 178 человек в трудоспособном возрасте (15—64 лет) 128 были экономически активными, 50 — неактивными (показатель активности — 71,9 %, в 1999 году было 69,7 %). Из 128 активных работали 116 человек (61 человек и 55 женщин), безработных было 12 (4 мужчин и 8 женщин). Среди 50 неактивных 8 человек были учениками или студентами, 27 — пенсионерами, 15 были неактивными по другим причинам.

## Достопримечательности
- Музей
- Церковь Сен-Кристоф (XIII век)
- Часовня Сент-Амбруаз-де-ла-Консийер
- Часовня Нотр-Дам-де-Бельвю (XI век)

## Фотогалерея
- Церковь Сен-Кристоф
- Часовня Богоматери Бельвю
- Дом с башней